# Gare de Strasbourg-Krimmeri-Meinau
Gare de Strasbourg-Krimmeri-Meinau vasútállomás Franciaországban, Strasbourg településen.

## Vasútvonalak
Az állomást az alábbi vasútvonalak érintik:
- Strasbourg-Ville-Strasbourg-Port-du-Rhin-vasútvonal

## Kapcsolódó állomások
A vasútállomáshoz az alábbi állomások vannak a legközelebb:
- Bahnhof Kehl (Strasbourg-Ville-Strasbourg-Port-du-Rhin-vasútvonal)
- Gare de Strasbourg-Neudorf (Strasbourg-Ville-Strasbourg-Port-du-Rhin-vasútvonal)
- Gare de Strasbourg (Gare de Strasbourg, RS 4)
- Bahnhof Kehl (Offenburg állomás, RS 4)